# Murzinia
Murzinia is een kevergeslacht uit de familie van de boktorren (Cerambycidae). De wetenschappelijke naam van het geslacht werd voor het eerst geldig gepubliceerd in 2011 door Lazarev.

## Soorten
Murzinia is monotypisch en omvat slechts de volgende soort:
- Murzinia karatauensis Lazarev, 2011